# Firespawn
Firespawn ist eine schwedische Death-Metal-Band aus Stockholm, die 2012 unter dem Namen Fireborn gegründet wurde.

## Geschichte
Im Jahr 2012 entschieden sich der Sänger Lars-Göran „L.G.“ Petrov (Entombed), der Bassist Alex Friberg aka Alex Impaler (Necrophobic) und der Gitarrist Victor Brandt (Entombed) eine neue Band zu gründen. Zu der anfangs noch Fireborn genannten Band kamen ein paar Monate später der Unleashed- und Necrophobic-Gitarrist Fredrik Folkare und der Defleshed-Schlagzeuger Matte Modin hinzu und vervollständigten die Besetzung. Kurze Zeit später änderte die Band ihren Namen in Firespawn um, da es bereits eine gleichnamige US-amerikanische Band unter dem Namen Fireborn gab. Nach der Veröffentlichung einer ersten Single unter dem Namen Lucifer Has Spoken im August 2015 schloss sich im November das Debütalbum Shadow Realms an. Das Album war in weniger als einem Monat aufgenommen worden. Ihren ersten Auftritt hatte die Band zuvor Ende September auf dem Mörkaste Småland Festival abgehalten.

## Stil

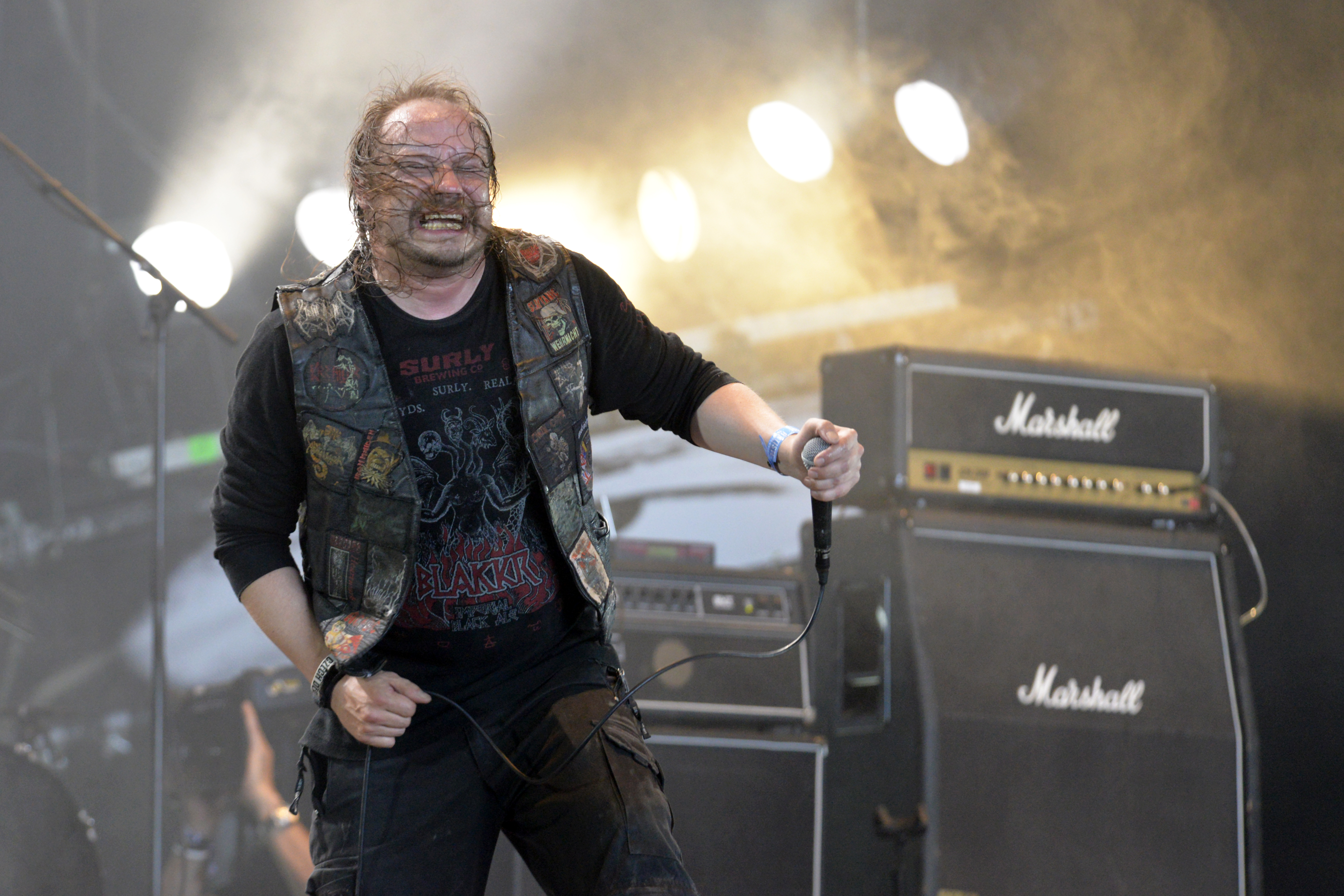
Firespawn, Hellfest 2017

Auf centurymedia.com gibt die Band an, dass die Musik auf dem Album von Brandt geschrieben wurde, während die Texte von ihm und Friberg stammten. Die Musik sei durch Gruppen wie Morbid Angel, Cannibal Corpse, Possessed, Behemoth und frühe Slayer beeinflusst worden. Laut Patrick Schmidt verbindet die Band auf ihrem Album nordamerikanischen mit schwedischem Death Metal. Zudem würden auch gelegentlich Doom-Metal-Passagen verarbeitet werden. Im Interview mit Schmidt gab Victor Brandt neben Morbid Angel, Cannibal Corpse und frühe Deicide polnische Extreme-Metal-Bands wie Behemoth und Trauma sowie Gruppen wie Suffocation als Einflüsse an. Laut Schmidt growle Petrov auf dem Album tiefer als im Vergleich zu vorherigen Veröffentlichungen. Eine Ausgabe zuvor hatte Sebastian Schilling das Album rezensiert und bezeichnete die Musik als Groove-orientierten Death Metal im US-amerikanischen Stil. Allerdings könne man immer noch die skandinavische Herkunft heraushören.

## Diskografie
- 2015: Lucifer Has Spoken (Single, Century Media)
- 2015: Shadow Realms (Album, Century Media)
- 2017: The Reprobate (Album, Century Media)
- 2019: Abominate (Album, Century Media)